# Исландский эйре
Эйре (эйрир, аурар) (исл. eyrir, мн.ч. aurar) — разменная денежная единица Исландии, 1⁄100 исландской кроны, с 1922 по 2003 год.
С 1 января 1995 года эйре не применяется в наличном обращении. С 1 января 1999 года, в соответствии с Законом от 27 апреля 1998 года № 36, при расчётах суммы должны округляться до 50 эйре. В сентябре 2002 года принят закон об отмене деления кроны на разменные единицы с 1 октября 2003 года. В настоящее время разменной денежной единицы в Исландии официально не существует.

## Монеты
Чеканка исландских монет в эйре начата в 1922 году. Первоначально на всех монетах помещался вензель короля Кристиана X. В 1944 году Исландия провозглашена республикой, в 1946 году начата чеканка монет без королевской символики.
1 января 1981 года проведена деноминация исландской кроны 100:1 и выпущены монеты нового образца. На аверсе монет в 5, 10 и 50 эйре изображены соответственно птица, бык и дракон — духи-хранители Исландии, изображённые на государственном гербе. На реверсе — символы традиционного рыбного промысла: скат, кальмар, креветка.
Разменные монеты в эйре образца 1981 года выпусков 1981 и 1986 годов выведены из обращения с 1 января 1995 года.
Монеты в эйре с 1922 по 1939 год чеканились Королевским датским монетным двором, с 1940 по 1986 год — Королевским монетным двором (Великобритания).
| Изображение            | Номинал                | Диаметр                | Вес                    | Гурт                   | Материал                    | Годы чеканки                             |                        |
| Выпуск 1922—1942 годов | Выпуск 1922—1942 годов | Выпуск 1922—1942 годов | Выпуск 1922—1942 годов | Выпуск 1922—1942 годов | Выпуск 1922—1942 годов      | Выпуск 1922—1942 годов                   | Выпуск 1922—1942 годов |
| ---------------------- | ---------------------- | ---------------------- | ---------------------- | ---------------------- | --------------------------- | ---------------------------------------- | ---------------------- |
|                        | 1 эйре                 | 15 мм                  | 1,6 г                  | гладкий                | Медь-Олово-Цинк 950/40/10   | 1926, 1931, 1937—1939                    |                        |
|                        | 1 эйре                 | 15 мм                  | 1,6 г                  | гладкий                | Медь-Олово-Цинк 955/30/15   | 1940                                     |                        |
|                        | 1 эйре                 | 15 мм                  | 1,6 г                  | гладкий                | Медь-Олово-Цинк 970/25/5    | 1942                                     |                        |
|                        | 2 эйре                 | 19 мм                  | 3 г                    | гладкий                | Медь-Олово-Цинк 950/40/10   | 1926, 1931, 1938, 1940                   |                        |
|                        | 2 эйре                 | 19 мм                  | 3 г                    | гладкий                | Медь-Олово-Цинк 955/30/15   | 1940                                     |                        |
|                        | 2 эйре                 | 19 мм                  | 3 г                    | гладкий                | Медь-Олово-Цинк 970/25/5    | 1942                                     |                        |
|                        | 5 эйре                 | 24 мм                  | 6 г                    | гладкий                | Медь-Олово-Цинк 950/40/10   | 1926, 1931                               |                        |
|                        | 5 эйре                 | 24 мм                  | 6 г                    | гладкий                | Медь-Олово-Цинк 955/30/15   | 1940                                     |                        |
|                        | 5 эйре                 | 24 мм                  | 6 г                    | гладкий                | Медь-Олово-Цинк 970/25/5    | 1942                                     |                        |
|                        | 10 эйре                | 15 мм                  | 1,5 г                  | ребристый              | Медь-Никель 750/250         | 1922, 1923, 1925, 1929, 1933, 1936, 1939 |                        |
|                        | 10 эйре                | 15 мм                  | 1,5 г                  | ребристый              | Медь-Никель 750/250         | 1940                                     |                        |
|                        | 10 эйре                | 16 мм                  | 1,3 г                  | рубчатый               | Цинк                        | 1942                                     |                        |
|                        | 25 эйре                | 17 мм                  | 2,4 г                  | ребристый              | Медь-Никель 750/250         | 1922, 1923, 1925, 1933, 1937             |                        |
|                        | 25 эйре                | 17 мм                  | 2,4 г                  | ребристый              | Медь-Никель 750/250         | 1940                                     |                        |
|                        | 25 эйре                | 16 мм                  | 2 г                    | рубчатый               | Цинк                        | 1942                                     |                        |
| Выпуск 1946—1980 годов |                        |                        |                        |                        |                             |                                          |                        |
|                        | 1 эйре                 | 15 мм                  | 1,6 г                  | гладкий                | Медь-Олово-Цинк 955/30/15   | 1946, 1953, 1956—1958                    |                        |
|                        | 1 эйре                 | 15 мм                  | 1,6 г                  | гладкий                | Медь-Олово-Цинк 970/25/5    | 1959, 1966                               |                        |
|                        | 5 эйре                 | 24 мм                  | 6 г                    | гладкий                | Медь-Олово-Цинк 955/30/15   | 1946, 1958                               |                        |
|                        | 5 эйре                 | 24 мм                  | 6 г                    | гладкий                | Медь-Олово-Цинк 970/25/5    | 1959—1961, 1963, 1965, 1966              |                        |
|                        | 10 эйре                | 15 мм                  | 1,5 г                  | ребристый              | Медь-Никель 750/250         | 1946, 1953, 1957—1963, 1965—1967, 1969   |                        |
|                        | 10 эйре                | 14,64 мм               | 0,449 г                | рубчатый               | Алюминий                    | 1970, 1971, 1973, 1974                   |                        |
|                        | 25 эйре                | 17 мм                  | 2,4 г                  | ребристый              | Медь-Никель 750/250         | 1946, 1951, 1954, 1957—1963, 1965—1967   |                        |
|                        | 50 эйре                | 19 мм                  | 2,4 г                  | гладкий                | Медь-Цинк-Никель 790/200/10 | 1969—1971, 1973, 1974                    |                        |
| Выпуск 1981—1986 годов |                        |                        |                        |                        |                             |                                          |                        |
|                        | 5 эйре                 | 15 мм                  | 1,5 г                  | гладкий                | Медь-Олово-Цинк 970/25/5    | 1981                                     |                        |
|                        | 10 эйре                | 17 мм                  | 2 г                    | гладкий                | Медь-Олово-Цинк 970/25/5    | 1981                                     |                        |
|                        | 50 эйре                | 19,5 мм                | 3 г                    | гладкий                | Медь-Олово-Цинк 970/25/5    | 1981                                     |                        |
|                        | 50 эйре                | 19,5 мм                | 2,65 г                 | гладкий                | Сталь, покрытая медью       | 1986                                     |                        |